# Plan de continuité des opérations
Le plan de continuité des opérations, anglais : continuity of operations plan ou COOP, est un plan de continuité du gouvernement des États-Unis établi par une directive présidentielle. Cette initiative a pour but de garantir le fonctionnement limité des agences gouvernementales dans un ensemble de circonstances. De nombreux autres pays disposent d'un tel plan de Continuité du gouvernement.

## Histoire
La National Security Presidential Directive-51 (NSPD-51) (signée par George W. Bush le 4 mai 2007)/Homeland Security Presidential Directive-20 (HSPD-20), National Continuity Policy prévoit certaines exigences pour permettre le développement du plan de continuité, dont le fait que tous les départements et agences exécutives fédérales développent une capacité intégrée et se recoupant. FCD 1 sert aussi de directive aux gouvernements des États, locaux et tribaux.
Il définit depuis la NSPD-51 un état d'alerte nommé COGCON ((en) "continuity of government readiness condition", "Continuité de l'état de préparation du gouvernement").
L'Agence fédérale des situations d'urgence a développé la Continuity Guidance Circular 1 (CGC 1), destinée à servir de plan de continuité pour les agences non fédérales. CGC 1 est proche du contenu de FCD 1, mais est destinée aux États, territoires, gouvernements locaux et aux organisations du secteur privé.
Ce plan datant à l'origine de la guerre froide a fait construire divers abris et systèmes de commandement devant survivre à une attaque nucléaire tels le Mount Weather Emergency Operations Center et l'abri sous The Greenbrier.
En temps normal, quelques centaines de personnes occupent ces abris. En cas d'urgence, ils peuvent accueillir entre 6 000 et 10 000 personnes. Cela dépend du niveau d'avertissement, des installations utilisées et de la durée pendant laquelle il est envisagé de les utiliser.
En 2020, le Joint Task Force National Capital Region (en) (JTF NCR) est chargé, entre autres, des plans d'évacuation dans la région de Washington DC.
Après la tentative d'assassinat de Donald Trump en 2024, l'audition de Kimberly Cheatle par le United States House Committee on Oversight and Accountability révèle que Trump bénéficie d'un Plan de continuité des opérations.

## Sources
- (en) Cet article est partiellement ou en totalité issu de l’article de Wikipédia en anglais intitulé « Continuity of Operations » (voir la liste des auteurs).